# Interoute
Interoute était une entreprise de télécommunications proposant ses infrastructures propriétaires, réseau, données, voix et des solutions de sécurité et d’hébergement aux opérateurs, aux entreprises et administrations partout dans le monde.
Interoute n'existe plus en tant qu'entreprise indépendante depuis 2018, ses activités et infrastructures ayant été successivement rachetées par GTT, puis par I Squared Capital qui les a intégrées (avec les autres entités d'infrastructure réseau revendues par GTT, telles qu'Hibernia et KPN International) au sein d'EXA Infrastructure en 2021.
Interoute opère (en tant qu'EXA Infra) des infrastructures en Autriche, Belgique, Bulgarie, République tchèque, Danemark, France, Allemagne, Hongrie, Irlande, Italie, Pays-Bas, Pologne, Roumanie, Slovaquie, Espagne, Suède, Suisse, le Royaume-Uni et les États-Unis d'Amérique, et des POP et zones Cloud en Australie à Sydney et au Brésil à Sao Paulo.

## Réseau Telecom
Les infrastructures télécom et IT sont la propriété d'Interoute. Le réseau Telecom d'Interoute est composé de 72 000 kilomètres de fibre optique.
La couverture géographique du réseau d' Interoute a permis de créer un le plus grand réseau de fibre privé européen. Ce réseau intègre 15 Data Centres et 17 plateformes Cloud IaaS, majoritairement en Europe, mais aussi aux Amériques (New-York, Los-Angeles, Sao Paulo en cours) et en Asie (Istanbul, Hong-Kong, Singapour) et Australie Sydney en cours, fournissant aux entreprises la plateforme adéquate pour héberger contenus et applications et créer de nouveaux services.
Le réseau d'Interoute est connecté à tous les principaux opérateurs historiques européens ainsi que les opérateurs de téléphonie mobile dont Vodafone, 3 et Orange, et les opérateurs américains, asiatiques et moyen-orientaux leaders.
En Europe, les liaisons fibres noires sont en G655 pour la longue distance, et en G652 pour la ville.

## Histoire
En 2011, avec KPN, Interoute a étendu son réseau de 3600 kilomètres à Berlin, Munich, Hambourg, Düsseldorf, Cologne-Bonn, Francfort, et Stuttgart, Karlsruhe et Kehl. Les 3600 kilomètres sont composés de deux fourreaux, 96 paires de fibres et 27 ILAs. Le contrat stipule que KPN reloue quatre à cinq paires de fibres à Interoute. 
En février 2018, GTT Communications annonce l'acquisition pour 1,9 milliard d'euros d'Interoute, une entreprise spécialisée également dans le réseau internet mais sur le continent européen.
En octobre 2020 GTT annonce revendre ses infrastructures fibres et datacenters européennes (en fait, les actifs Hibernia, Interoute, et une partie de ceux de KPN International) au fonds I Squared Capital pour 2,15 milliards de dollars. La vente est finalisée en septembre 2021 et ces actifs sont renommés en EXA Infrastructure par l'acquéreur.